# UNESCO-L’Oréal-Preis

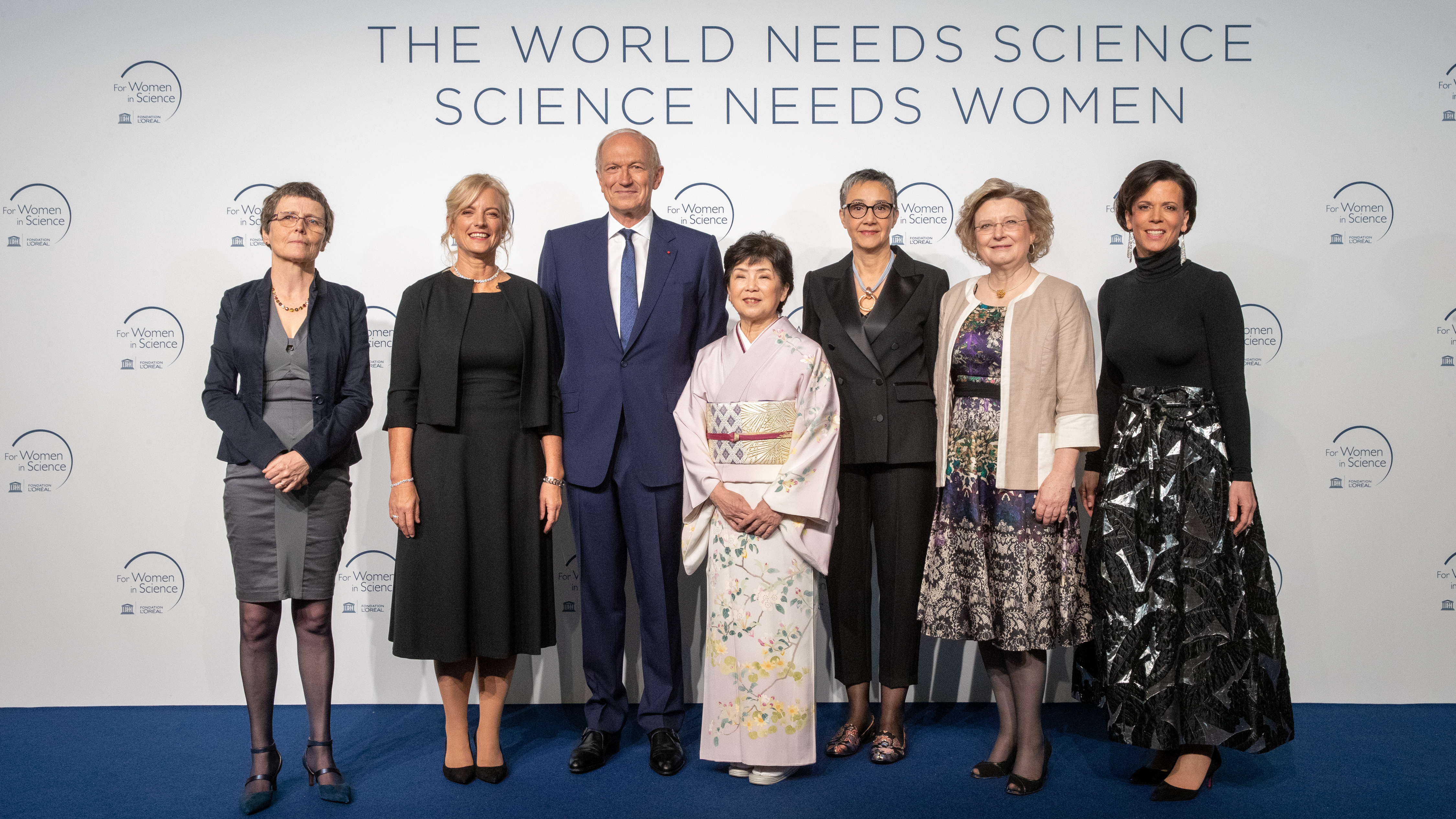
Preisverleihung 2019

Der L’Oréal-UNESCO-Preis ist eine an Wissenschaftlerinnen verliehene Auszeichnung. Zunächst unter der Bezeichnung Helena Rubinstein International Awards for Women in Science, seit 2000 unter dem Titel For Women in Science („Für Frauen in der Wissenschaft“) werden seit 1998 jährlich Preise und Stipendien an Forscherinnen aus allen Kontinenten verliehen. Ziel des Kooperationsprogramms der Weltorganisation für Bildung, Wissenschaft, Kultur und Kommunikation UNESCO und des Kosmetikunternehmens L’Oréal ist es, auf eine Verbesserung der Stellung von Frauen in der Forschung hinzuwirken.
Jährlich werden fünf mit 100.000 US$ dotierte Preise für das Lebenswerk von Forscherinnen aus den Lebens- oder Materialwissenschaften verliehen. Weiter gibt es 15 Stipendien von bis zu 40.000 US$ für Nachwuchsforscherinnen der Lebenswissenschaften für einen Auslandsaufenthalt von bis zu zwei Jahren.
Seit etwa 2004 existieren zusätzlich Förderprogramme auf nationaler Ebene. In Deutschland fördern L’Oréal und die Deutsche UNESCO-Kommission gemeinsam mit der Christiane-Nüsslein-Volhard-Stiftung seit 2006 Nachwuchswissenschaftlerinnen mit Kindern mit bis zu 20.000 Euro. In Österreich werden seit 2006 junge Grundlagen-Forscherinnen in den Bereichen Medizin, Naturwissenschaften, Mathematik von L’Oréal Österreich in Zusammenarbeit mit der Österreichischen UNESCO-Kommission, in Kooperation mit der Österreichischen Akademie der Wissenschaften und mit Unterstützung des Bundesministeriums für Wissenschaft, Forschung und Wirtschaft mit einem Stipendium von 20.000 Euro gefördert.

## PreisträgerinnenFor Women in Science
| Jahr | Afrika / arabischer Raum   | Asien / pazifischer Raum | Europa                      | Lateinamerika / Karibik            | Nordamerika             |
| ---- | -------------------------- | ------------------------ | --------------------------- | ---------------------------------- | ----------------------- |
| 2025 | Priscilla Baker            | Xiaoyun Wang             | Claudia Felser              | María Teresa Dova                  | Barbara Finlayson-Pitts |
| 2024 | Rose Leke                  | Nieng Yan                | Geneviève Almouzni          | Alicia Kowaltowski                 | Nada Jabado             |
| 2023 | Suzana Nunes               | Lidia Morawska           | Frances Kirwan              | Anamaría Font                      | Aviv Regev              |
| 2022 | Agnès Binagwaho            | Hailan Hu                | María Ángela Nieto Toledano | María Guadalupe Guzmán Tirado      | Katalin Karikó          |
| 2021 | Catherine Ngila            | Kyoko Nozaki             | Françoise Combes            | Alicia Dickenstein                 | Shafi Goldwasser        |
| 2020 | Abla Mehio Sibai           | Firdausi Qadri           | Edith Heard                 | Esperanza Martínez-Romero          | Kristi Anseth           |
| 2019 | Najat Aoun Saliba          | Maki Kawai               | Claire Voisin               | Karen Hallberg                     | Ingrid Daubechies       |
| 2018 | Heather Zar                | Meemann Chang            | Caroline Dean               | Amy T. Austin                      | Janet Rossant           |
| 2017 | Niveen Khashab             | Michelle Simmons         | Nicola Spaldin              | María Teresa Ruiz                  | Zhenan Bao              |
| 2016 | Quarraisha Abdool Karim    | Hualan Chen              | Emmanuelle Charpentier      | Andrea Gamarnik                    | Jennifer Doudna         |
| 2015 | Rajaâ Cherkaoui El Moursli | Yi Xie                   | Carol Robinson              | Thaisa Storchi-Bergmann            | Molly S. Shoichet       |
| 2014 | Segenet Kelemu             | Kayo Inaba               | Brigitte Kieffer            | Cecilia Bouzat                     | Laurie Glimcher         |
| 2013 | Francisca Nneka Okeke      | Reiko Kuroda             | Pratibha Gai                | Marcia Barbosa                     | Deborah Jin             |
| 2012 | Jill Farrant               | Ingrid Scheffer          | Frances Ashcroft            | Susana López                       | Bonnie Bassler          |
| 2011 | Faiza Al-Kharafi           | Vivian Yam               | Anne L’Huillier             | Silvia Torres-Peimbert             | Jillian F. Banfield     |
| 2010 | Rashika El Ridi            | Lourdes J. Cruz          | Anne Dejean-Assémat         | Alejandra Bravo                    | Elaine Fuchs            |
| 2009 | Tebello Nyokong            | Akiko Kobayashi          | Athene Donald               | Beatriz Barbuy                     | Eugenia Kumacheva       |
| 2008 | Lihadh Al-Gazali           | V. Narry Kim             | Ada Yonath                  | Ana Belén Elgoyhen                 | Elizabeth Blackburn     |
| 2007 | Ameenah Gurib-Fakim        | Margaret Brimble         | Tatiana Birshtein           | Ligia Gargallo                     | Mildred Dresselhaus     |
| 2006 | Habiba Bouhamed Chaabouni  | Jenny Graves             | Christine Van Broeckhoven   | Esther Orozco                      | Pamela Bjorkman         |
| 2005 | Zohra Ben Lakhdar          | Fumiko Yonezawa          | Dominique Langevin          | Belita Koiller                     | Myriam Sarachik         |
| 2004 | Jennifer Thomson           | Nancy Ip                 | Christine Petit             | Lúcia Mendonça Previato            | Philippa Marrack        |
| 2003 | Karimat El-Sayed           | Fang-hua Li              | Ayşe Erzan                  | Mariana Weissmann                  | Anneke Levelt Sengers   |
| 2002 | Nagwa Meguid               | Indira Nath              | Mary Osborn                 | Ana María López Colomé             | Shirley M. Tilghman     |
| 2001 | Adeyinka Gladys Falusi     | Suzanne Cory             | Anne McLaren                | Mayana Zatz                        | Joan Argetsinger Steitz |
| 2000 | Valerie Mizrahi            | Tsuneko Okazaki          | Margarita Salas             | Eugenia Maria Del Pino Veintimilla | Joanne Chory            |
| 1998 | Grace Oladunni Taylor      | Myeong Hee-Yu            | Pascale Cossart             | Gloria Montenegro                  | nicht vergeben          |